# Болотное (Крым)
Боло́тное (до 1948 года Бабота́й; укр. Болотне, крымскотат. Babatay, Бабатай) — село в Джанкойском районе Республики Крым, входит в состав Заречненского сельского поселения (согласно административно-территориальному делению Украины — Заречненского сельского совета Автономной Республики Крым).

## Население
| 2001 | 2014 |
| ---- | ---- |
| 304  | ↘238 |

Всеукраинская перепись 2001 года показала следующее распределение по носителям языка
| Язык             | Процент |
| ---------------- | ------- |
| русский          | 44.41   |
| крымскотатарский | 44.41   |
| украинский       | 8.22    |

### Динамика численности
| - 1889 год — 69 чел. - 1900 год — 99 чел. - 1915 год — 96 чел. - 1926 год — 257 чел. | - 2001 год — 304 чел. - 2009 год — 291 чел. - 2014 год — 238 чел. |

## Современное состояние
На 2017 год в Болотном числится 5 улиц; на 2009 год, по данным сельсовета, село занимало площадь 24 гектара на которой, в 107 дворах, проживал 291 человек.

## География
Болотное — село в центре района, в степном Крыму, на левом берегу в устье реки Победная, высота центра села над уровнем моря — 5 м. Соседние сёла: Заречное в 1 километре на восток и Победное в 1,2 километра на юг. Расстояние до райцентра — около 8 километров (по шоссе), там же ближайшая железнодорожная станция. Транспортное сообщение осуществляется по региональной автодороге 35Н-179 Победное — Сиваш (по украинской классификации — С-0-10454).

## История
Селение Баботай в доступных источниках впервые встречается в «Памятной книге Таврической губернии 1889 года», составленной по результатам Х ревизии 1887 года, где он записан с 12 дворами и 69 жителями.
После земской реформы 1890 года Бабатай отнесли к Ак-Шеихской волости, но в «…Памятной книжке Таврической губернии на 1892 год» не записан.
По «…Памятной книжке Таврической губернии на 1900 год» в деревне числилось 99 жителей в 7 дворах. По Статистическому справочнику Таврической губернии. Ч.II-я. Статистический очерк, выпуск пятый Перекопский уезд, 1915 год, в деревне Баботай Ак-Шеихской волости Перекопского уезда числилось 16 дворов (все дворы с землёй) с татарским населением в количестве 96 человек приписных жителей, из которых 51 мужчина и 45 женщин. Жители владели 527 десятинами удобной земли. В хозяйствах имелось 25 лошадей, 30 коров и 40 голов мелкого скота.
После установления в Крыму Советской власти, по постановлению Крымревкома от 8 января 1921 года № 206 «Об изменении административных границ» была упразднена волостная система и в составе Джанкойского уезда был создан Джанкойский район. В 1922 году уезды преобразовали в округа. 11 октября 1923 года, согласно постановлению ВЦИК, в административное деление Крымской АССР были внесены изменения, в результате которых округа были ликвидированы, основной административной единицей стал Джанкойский район и село включили в его состав. Согласно Списку населённых пунктов Крымской АССР по Всесоюзной переписи 17 декабря 1926 года, в селе Баботай, Камаджинского сельсовета (в котором село состоит всю дальнейшую историю) Джанкойского района, числилось 34 двора, из них 33 крестьянских, население составляло 163 человека, из них 155 татар и 8 армян, действовала татарская школа.
В 1944 году, после освобождения Крыма от фашистов, согласно постановлению ГКО № 5859 от 11 мая 1944 года, 18 мая крымские татары были депортированы в Среднюю Азию. 12 августа 1944 года было принято постановление № ГОКО-6372с «О переселении колхозников в районы Крыма» и в сентябре 1944 года в район приехали первые новоселы (27 семей) из Каменец-Подольской и Киевской областей, а в начале 1950-х годов последовала вторая волна переселенцев из различных областей Украины. С 25 июня 1946 года Баботай в составе Крымской области РСФСР. Указом Президиума Верховного Совета РСФСР от 18 мая 1948 года, Баботай переименовали в Болотное. 26 апреля 1954 года Крымская область была передана из состава РСФСР в состав УССР. С 12 февраля 1991 года село в восстановленной Крымской АССР, 26 февраля 1992 года переименованной в Автономную Республику Крым. С 21 марта 2014 года в составе Крыма аннексировано Россией.